# 洪伯文
洪伯文（1933年9月30日—2009年3月28日），台灣旅居美國生化學家、企業家。

## 簡歷
洪伯文原籍南投草屯，其父洪耀勳曾任北京大學哲學系教授，1933年出生於台北市迪化街。曾就讀北京西城日本國民學校，台北市立成功中學畢業後，考取國立台灣大學醫學院預醫科，後赴美留學，1956年獲得伊利諾州密里根大學生化系學士。1960年曾獲得普渡大學生化博士。1960年至1981年擔任Abbott Labs分子與病毐研室主任，曾任美國西北大學醫學院教授，後擔任亞培製藥公司研究員（1960-1974年）、主任（1974-1981年）、史丹佛大學醫學院訪問教授（1969-1970年）、哈佛大學生物醫學研究員（1992年）、美國惠氏製藥公司主任（1982年）、副總裁（1988年），以及殊榮研究員（1993年）等等職務。曾任聯合國工業開發組織顧問（1981年）、1982年進入Wyeth Ayerst Labs 升任助理副總，為RDNA Corp董事長和台灣環球基因總經理。美國國家疫苗決策委員會委員（1991年）、美國國防部顧問（1992年）、普渡大學校長顧問委員會委員（1993年），以及密里根大學校董（1994年）。
他共發表了數百篇科學專論和數百種世界各國的醫藥專利，對生物科技界貢獻良多。洪伯文破解DNA的奧秘。發明上百種救人的藥；是全球基因工程的先驅。 他發現蛋白激使四位後進得到諾貝爾獎。洪伯文是南投草屯洪氏望族的一員，外祖父吳朝宗做過日本總督參議，父親洪耀勳畢業於東京大學，曾任台大哲學系主任。堂兄洪壽南曾任高等法院台南分院首席檢察長、院長、司法院副院長及總統府資政；洪樵榕曾任第三、四屆南投縣長。
洪伯文曾於美國獲2001年Millikin 大學傑出校及榮譽博士，是普渡大學傑出校友，曾任美國聯邦政府衛生部疫苗的特別顧問、國防部醫療科技顧問、台灣國家衛生研究院醫療生物技術諮詢委員。從事病毒研究長達四十年，其間領導生物科學的研究，在學術界指導了許多博士後研究員，參與各項研發工作，共發表研究論文近三百篇，發現蛋白激而讓四位後進得到諾貝爾獎。
洪伯文重要的研究包括B型肝炎口服疫苗的研發製作，以感冒病毐及愛滋病病毐混合疫苗測試於最接近的人類體質的猩猩，示範防止愛滋病的動物生化試驗，對於防止傳染病毒的研究有相當的貢獻。洪伯文曾經回到台灣設立環球基因公司，開發第三代心臟病血管和腦血管阻塞的特效藥—HITUPA新藥，在台進行臨床實驗貢獻，並提升台灣生物科技產業的水準。

## 著作
- 《與DNA共舞的大師：洪伯文博士「贏的秘密」》（臺北市：前衛出版社，2008）

## 家族成員
- 洪耀勳：洪伯文父親，前臺灣大學哲學系系主任[2]
- 林慧菁（PhD Grace Hui Chin Lin）：洪耀勳姪孫，南加州大學英語教學理學碩士(Master of Science in TESL USC)，德州農工大學大學城分校哲學博士 (PhD Texas A&M University, College Station) ，博士論文為 A case study about communication strategy. 中譯本名為《語言溝通策略寶典》

出版的SSCI論文為南韓梨花女子大學之AJWS.衝擊效應指數i約為0.4.
https://www.tandfonline.com/doi/abs/10.1080/12259276.2016.1168159 （页面存档备份，存于）

## 外部連結
- 洪伯文博士追思會六月舉行 （页面存档备份，存于）